# 總趕宮
總趕宮位於台灣臺南市中西區，主祀軍艦守護神倪府聖公爺（又稱倪總管、倪聖公，廟方尊稱聖公爺，昔日廟方寺廟登記主神誤登記為倪府千歲，112年已向主管機關更正為倪府聖公爺，同步更正內政部全國宗教資訊網登記資料），聖公爺名不詳，有人說名叫倪聖分，是開漳聖王陳元光麾下的四大將軍之一，全臺只有本廟主祀此神。該廟原名「聖公廟」或「聖公宮」，於乾隆年間改稱「總管宮」，後來到了道光年間訛傳成「總趕宮」，在立了「重興總趕宮碑記」後此名延用至今。
該廟宇於民國七十四年（1985年）11月27日公告為三級古蹟，並在2000年代成為臺南市第一個由政府補助輔導私有古蹟自辦修復工程的案例。

## 沿革

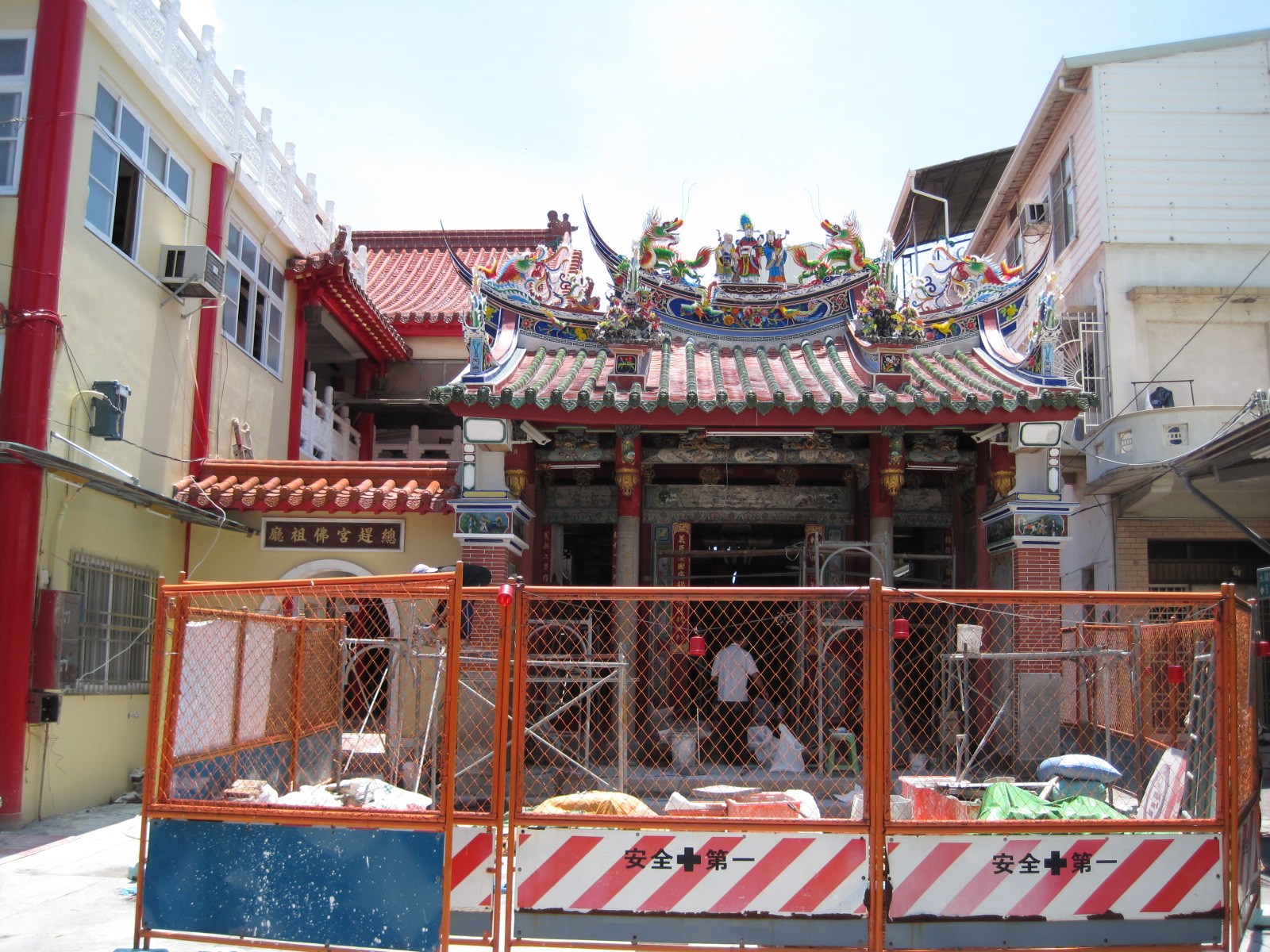
整修時的總趕宮。

該廟於明鄭王朝鄭經時期，由明鄭水師諸鎮合建，當時該廟位於臺江內海的海濱上，而每當中秋時節鄭軍水手們會聚集於此廟進行中秋博餅的活動。該廟此項活動一度中斷，但近年來已恢復舉行。
入清之後，該廟於乾隆六十年（1795年）由臺灣道道臺楊廷理捐款整修，於嘉慶元年（1796年）完工，此後當地居民便在廟中供奉楊廷理的祿位。後來到了道光十五年（1835年），紳商周清老與海澄縣儒學黃化鯉等人重修此廟，事後立碑及增加供奉的長生祿位，即今該廟尚存的「重興總趕宮碑記」與「黃化鯉長生祿位」。
進入臺灣日治時期後，該廟在明治三十六年（1903年）與大正元年（1912年）整修過，而當原本位於大南門內開漳聖王廟((興南宮)因要興建臺南第二尋常高等小學校校舍而被拆毀後，其神像便被移到此廟供奉。民國八十幾年間，開漳聖王由原興南宮管理人員後代子孫請回後，至今下落不明。
二次大戰結束後，臺灣進入民國時期，該廟在民國三十六年（1947年）由張江霖等人進行整修，民國五十五年（1966年）時再修，而民國七十四年（1985年）時該廟右廂重建成了華北宮殿式的觀音廳。近年該廟進行整修，已於2010年11月13日完工舉行入火安座儀式。2018年啟建慶成三朝謝恩祈安建醮大典。

## 建築設計
總趕宮主要部分由三川殿和正殿組成，其門神和正殿牆上的彩繪為名師陳壽彝之作。正殿中央為倪聖公神像，兩側則為福德正神與註生娘娘，配祀開漳聖王，此外還供奉有楊廷理與黃化鯉的長生祿位。

## 交誼境
四安境頂太子沙淘宮、八吉境下太子昆沙宮、六興境開山宮、八吉境檨仔林朝興宮馬兵營保和宮、開基五瘟宮、八吉境重慶寺、大寮玄良亭、四安境下大道良皇宮、六合境馬公廟、南廠水門宮、八吉境五帝廟、總趕宮境頂太子中双會、萬丹下蚶南聖宮

## 圖片

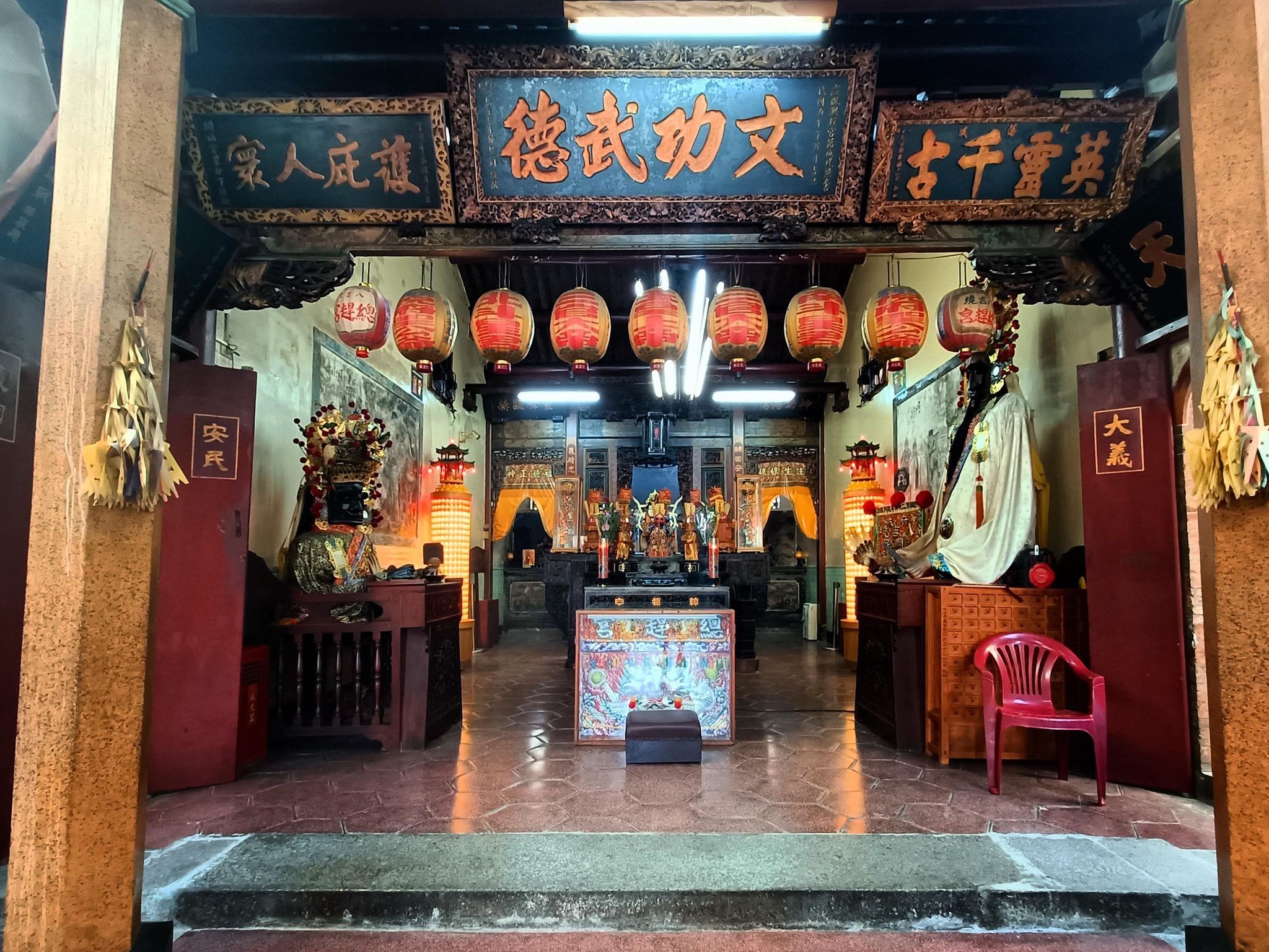
正殿
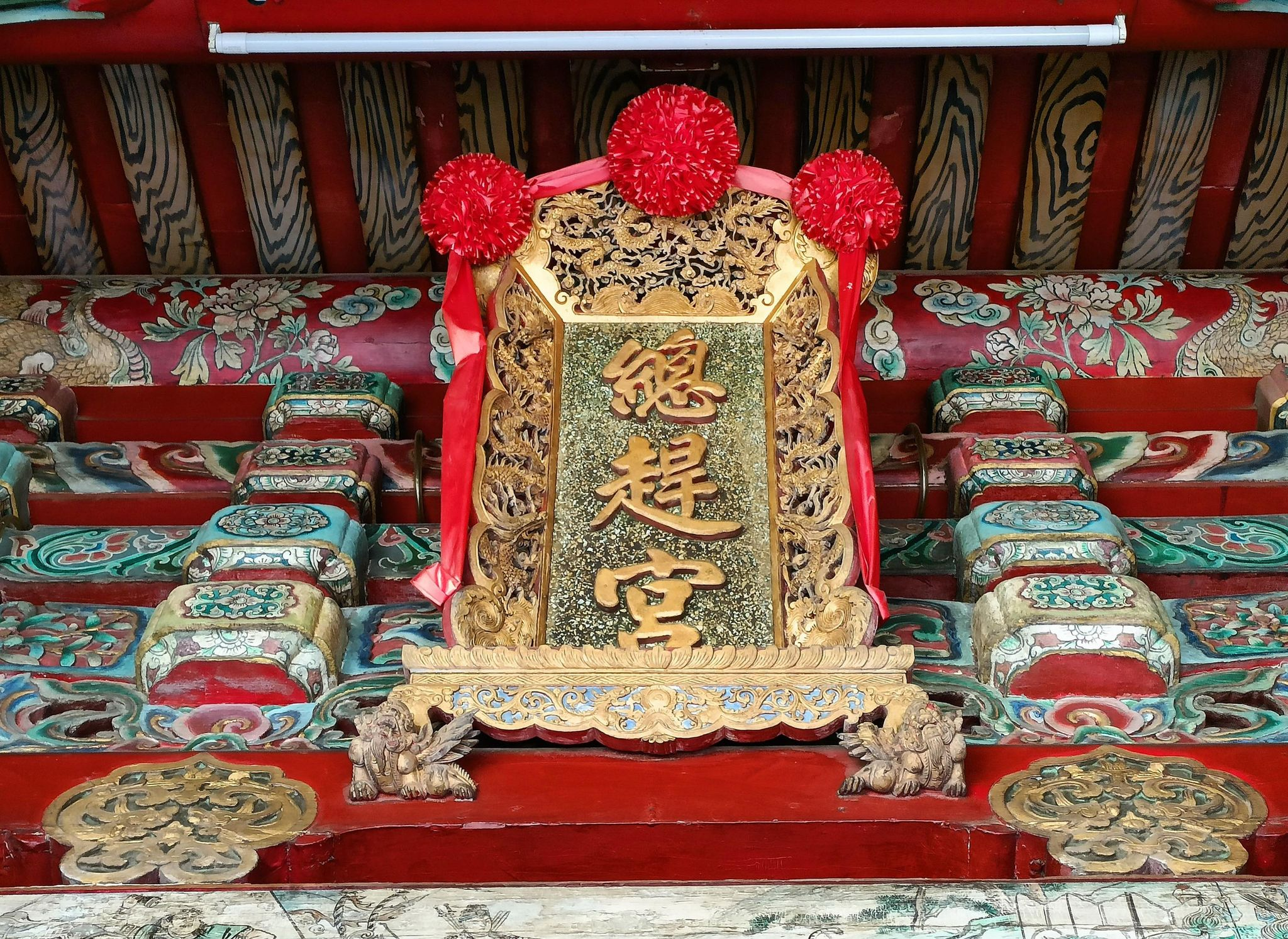
總趕宮額
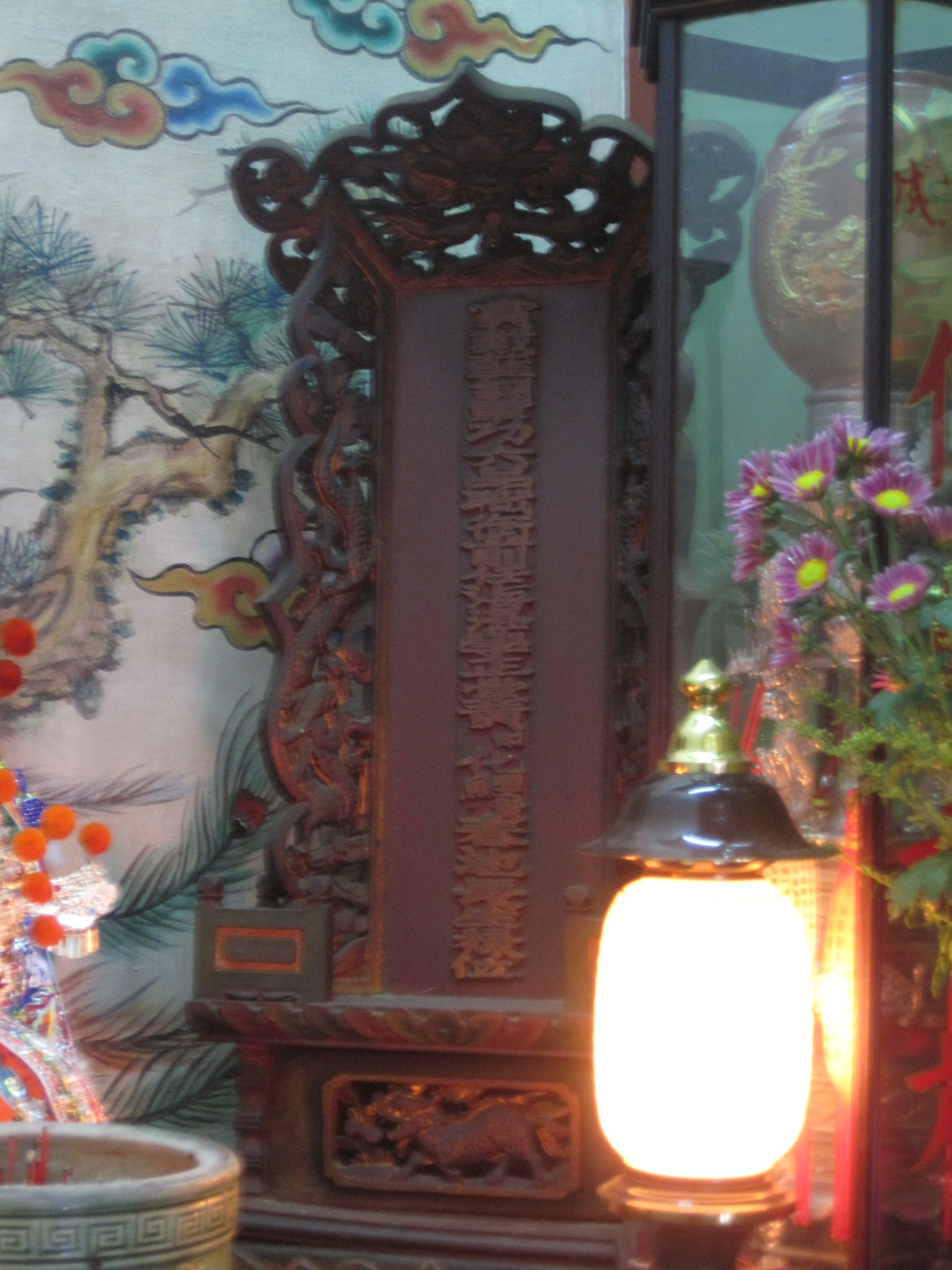
黃化鯉長生祿位
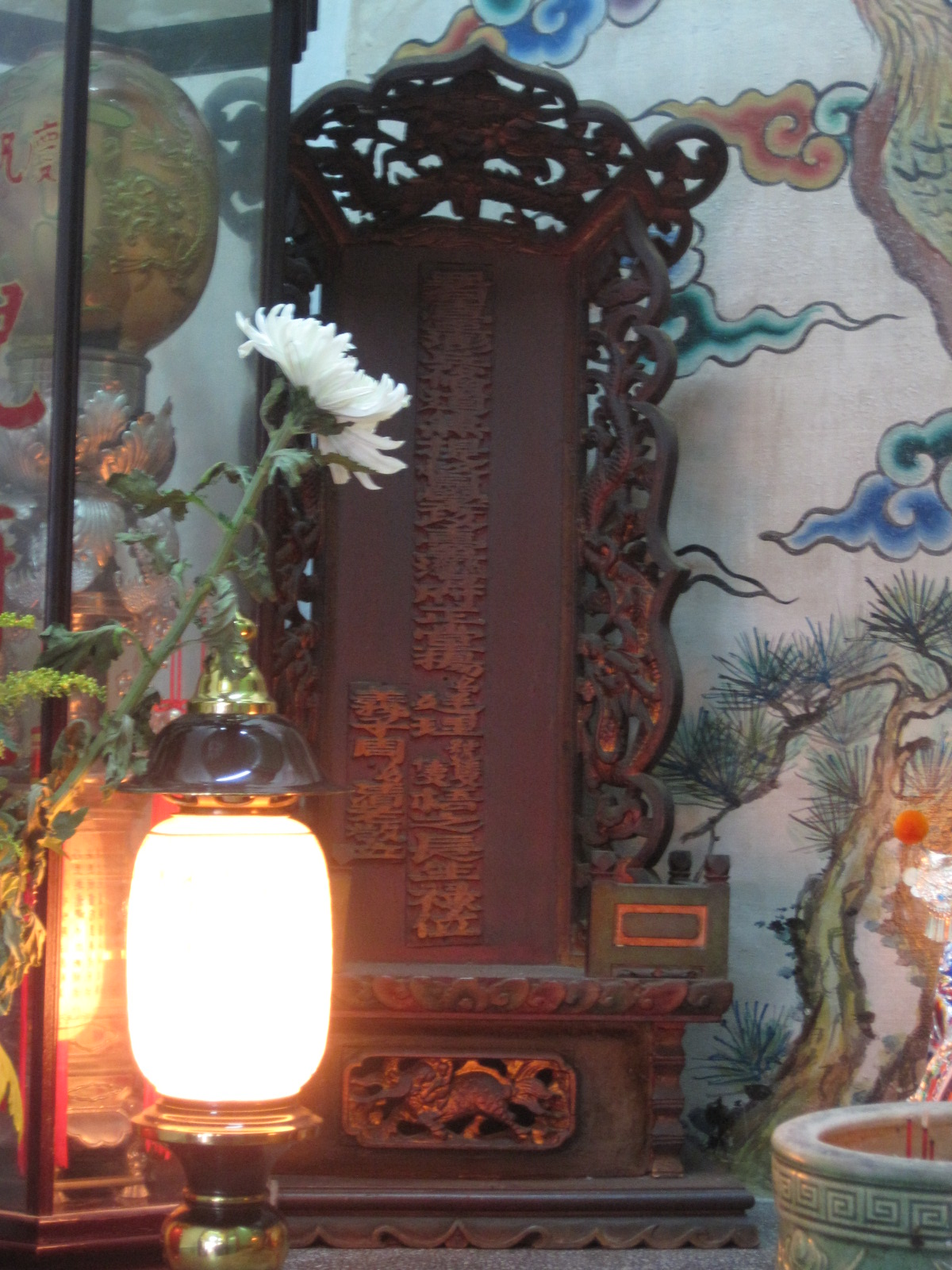
楊廷理長生祿位

## 外部連結
- 台南市政府觀光旅遊局—總趕宮 （页面存档备份，存于）